# Rå (folktro)
Ett rå är enligt folktron ett opersonligt mytiskt väsen som råder och vakar över en bestämd domän, till exempel ett berg, en sjö eller ett skogsområde där det också behärskar djuren. Rået kan verka på besökare genom varsel, uppträda i djurgestalt eller som man eller kvinna. Dialektalt förekommer namn som råd, ro, råa, rådi och råä. Ordet härleds sannolikt ur "råda", och ursprungligen syftar på något eller någon som råder över något. Råd antas vara den äldre formen från vilken rå är bildad genom D-bortfall. Samiskan har ett begrepp för liknande väsen som heter radie och i fornnordiskan fanns ráð .
I gammal folktro ansågs alla föremål, djur och växter ha ett rå, eller "ande" som vakade över dem, och man var mycket mån om att hålla sig väl med dessa andar. Ett rå associerades med en viss del av i första hand naturen och i folktron talade man därför om bergsrået, skogsrået, källrået eller sjörået. Ibland kunde ett rå även associeras med människans platser, till exempel skeppsrået och gruvrået. Också tomtar kan räknas till råna. 
Rået ansågs ha makt över de djur och naturkrafter som hörde till dess domän. Råna kunde ibland använda denna makt för att ge människor lycka men vanligare var det motsatta.
Hos praktiskt taget alla naturfolk finns någon form av motsvarande mytologi.